# داچی-دونگ
داچی-دونگ (به لاتین: Daechi-dong) یک منطقهٔ مسکونی در کره جنوبی است که در ناحیه گانگنام واقع شده‌است.